# Bianca Maria Meda
Bianca Maria Meda (1661 – 1732 ) è stata una compositrice italiana.

## Biografia
Poco si sa della sua vita, ma fu monaca benedettina presso il convento di San Martino del Leano a Pavia.
Pubblicò una sola opera, una raccolta di mottetti, Mottetti a 1, 2, 3, e 4 voci, con violini, pubblicata dall'editore bolognese Pier Maria Monti a Bologna nel 1691 · , con cui divenne una delle ultime suore compositrici in Italia a vedere la propria opera in stampa nel XVII secolo; fu seguita solo da Isabella Leonarda, monaca orsolina di Novara e la più prolifica compositrice di quel secolo. Due di questi componimenti sono per voce sola accompagnata da due violini, più due duetti, quattro trii e quattro quartetti.